# Clariola luteiventris
Clariola luteiventris är en tvåvingeart som beskrevs av Meijere 1913. Clariola luteiventris ingår i släktet Clariola och familjen rovflugor. Inga underarter finns listade i Catalogue of Life.